# Povoda
Povoda (Hongaars: Pódatejed) is een Slowaakse gemeente in de regio Trnava, en maakt deel uit van het district Dunajská Streda.
Povoda telt 881 inwoners.